# Alphonse Leret d'Aubigny
Alphonse Leret d'Aubigny est un homme politique français né le 23 août 1804 au Mans (Sarthe) et décédé le 15 janvier 1878 au Mans.

## Biographie
Conseiller de préfecture dans la Sarthe en 1830, il est sous-préfet de Calais en 1832 et conseiller de préfecture en Seine-et-Oise en 1844. Il est conseiller général et député de la Sarthe de 1857 à 1870, siégeant dans la majorité soutenant le Second Empire.

## Sources
- « Alphonse Leret d'Aubigny », dans Adolphe Robert et Gaston Cougny, Dictionnaire des parlementaires français, Edgar Bourloton, 1889-1891 [détail de l’édition] [texte sur Sycomore]